# Margaret Ives Abbott
Margaret Ives Abbott (Calcuta, 15 de junio de 1876-10 de junio de 1955) fue una golfista estadounidense nacida en la India.
Fue la primera campeona olímpica de los Estados Unidos en conquistar la Medalla de oro en los Juegos Olímpicos de París 1900.
Estuvo casada con el humorista estadounidense Finley Peter Dunne.

## Historia de la medalla de oro
Margaret estaba visitando París con su madre durante los Juegos Olímpicos de París 1900 cuando acabó entrando en un torneo de golf. Pero ni ella ni las otras participantes sabían que ese torneo formaba parte de las Olimpíadas. Años más tarde se descubrió el torneo estaba dentro del programa de las Olimpíadas. Margareth murió sin saber que había ganado una medalla olímpica, y que fue la primera estadounidense en conquistar una medalla de oro para su país.